# Liste der Baudenkmäler in Nürnberg/Weiterer Innenstadtgürtel
Dies ist eine Teilliste der Liste der Baudenkmäler in Nürnberg. Sie enthält die in der Bayerischen Denkmalliste ausgewiesenen Baudenkmäler auf dem Gebiet der statistischen Stadtteile Weiterer Innenstadtgürtel West Nord Ost und der kreisfreien Stadt Nürnberg in Bayern. Grundlage ist die Bayerische Denkmalliste, die auf Basis des bayerischen Denkmalschutzgesetzes vom 1. Oktober 1973 erstmals erstellt wurde und seither durch das Bayerische Landesamt für Denkmalpflege geführt und aktualisiert wird. Die folgenden Angaben ersetzen nicht die rechtsverbindliche Auskunft der Denkmalschutzbehörde.
Diese Teilliste enthält Objekte aus folgenden statistischen Stadtteilen und deren statistischen Distrikten:
- 02 Weiterer Innenstadtgürtel West/Nord/Ost: 20 St. Leonhard, 21 Sündersbühl, 22 Bärenschanze

## Ensembles
| Lage       | Objekt                       | Beschreibung | Akten-Nr.     | Bild |
| ---------- | ---------------------------- | --- | ------------- | ---- |
| (Standort) | Schweinauer Straße           | Das Ensemble liegt südlich Gostenhof im südlichen Teil der 1818 in bayerischer Zeit gebildeten ehemaligen Ruralgemeinde Sündersbühl. Das Gemeindegebiet mit St. Leonhard wurde 1881 und 1898 in das Stadtgebiet eingemeindet. Das Ensemble umfasst die dortige Stadtentwicklung der Jahrhundertwende westlich am alten Siedlungskern um die Kirche St. Leonhard. St. Leonhard ist der Überlieferung nach eine 1317 geweihte alte Siechkobelkapelle, die erst 1810 Pfarrkirche wurde. Neben diesem an der alten Handelsstraße nach Augsburg gelegenen Siedlungskern um die St. Leonhardkirche entstand das neue Stadtquartier im späten 19. Jahrhundert, gleichzeitig musste die Kirche erweitert und restauriert werden. Die rasterartig sich kreuzenden Straßen nehmen weder Bezug auf die alten von Nürnberg kommenden Ausfallstraßen nach Augsburg und Rothenburg o.d.Tauber, noch sind sie auf die Bahnunterführung und damit die Verbindung nach Schweinau im Süden orientiert. Es ist ein aus sich heraus gebildetes und abgeschlossenes Wohnquartier, das nahezu beziehungslos neben das ältere Siedlungsgebiet gesetzt wurde und durch Sichtbeziehungen zusammengeschlossen wirkt. | E-5-64-000-29 | BW   |
| (Standort) | Ensemble Parkwohnanlage West | Die Parkwohnanlage West in Nürnberg-Sündersbühl bildet das einzige konsequent umgesetzte Modell der organischen Stadtbaukunst und Architektur in Bayern. Für die in der zweiten Hälfte der 1950er Jahre noch immer hohe Anzahl von Wohnungssuchenden (Flüchtlinge und Evakuierte) in Nürnberg plante die Stadt mehrere große Sozialwohnbauprojekte. Das größte Stadterweiterungsprogramm Deutschlands begann 1956 mit dem Ideenwettbewerb für Langwasser. Im Zuge dieser Planungen wurde der Westpark zwischen Fürther und Rothenburger Straße als Gegenstück zum bereits bestehenden Ostpark angelegt. Angrenzend an den Park im Ortsteil Sündersbühl entstand die Parkwohnanlage West als Wohnsiedlung mit 1190 Wohneinheiten. Als Bauherr trat die Wohnungsbaugesellschaft der Stadt Nürnberg (WBG) auf. Diese übergab die Planungen dem Hamburger Architekten und Städtebauer Hans Bernhard Reichow (1899–1974). 1962 legte er den verbindlichen städtebaulichen Grundplan vor. Die Wohngebäude wurden nach seinen Entwürfen bis 1966 ausgeführt. Ebenfalls nach Plänen Reichows entstand in der Zeit von 1965 bis 1968 der Schulbau. Hans Bernhard Reichow verstand die Stadt als sich ständig verändernder Organismus. Der von ihm geprägte Begriff der „Stadtlandschaft“ meinte eine neue städtebauliche Ordnung und Gestaltung, die zum einen die geografischen und topografischen Stärken einer Ansiedlung berücksichtigt, und zum anderen die ausufernden Städte der Nachkriegszeit reguliert, aber zugleich eigene kleine Mikrokosmen entstehen lässt, in denen die Bewohner eine komplette Infrastruktur vorfinden. Die weitgehend geschlossen erhaltene Wohnanlage ist in ihrer städtebaulichen Konzeption und Umsetzung für das Bauen in Bayern nach 1945 ohne Vergleich. | E-5-64-000-35 | BW   |

## Baudenkmäler in Weiterer Innenstadtgürtel West Nord Ost

### Bärenschanze
| Lage                                                                            | Objekt                                                                                      | Beschreibung | Akten-Nr.                | Bild           |
| ------------------------------------------------------------------------------- | ------------------------------------------------------------------------------------------- | --- | ------------------------ | -------------- |
| Adam-Klein-Straße 13 (Standort)                                                 | Mietshaus in Ecklage                                                                        | Viergeschossiger Mansarddachbau mit Eckzwerchhaus und dreigeschossigem Eckerker mit Balkonbrüstung, Putzbau in neubarocken Formen, um 1905 | D-5-64-000-2 Wikidata    | weitere Bilder |
| Adam-Klein-Straße 30 (Standort)                                                 | Mietshaus                                                                                   | Fünfgeschossiger Satteldachbau in Ecklage mit Sandsteinstraßenfassaden, Zwerchgiebel mit Voluten, Dachgauben, dreigeschossigem Flacherker und viergeschossigem Runderker mit Kuppelhaube, im Neu-Nürnberger-Stil, bezeichnet „1898“ | D-5-64-000-3 Wikidata    | weitere Bilder |
| Adam-Klein-Straße 30 (Standort)                                                 | Einfriedung und Eisengitterzaun                                                             | gleichzeitig | D-5-64-000-3 Wikidata    | weitere Bilder |
| Adam-Klein-Straße 33 (Standort)                                                 | Mietshaus                                                                                   | Viergeschossiger Mansarddachbau in Ecklage mit Sandsteinstraßenfassaden, Zwerchgiebel, Zwerchhaus mit Ziergiebel, Dachgauben mit Spitzhelmen, zweigeschossigem Chörlein und viergeschossigem Eckerker mit Spitzhelm, im Neu-Nürnberger-Stil mit Neugotikformen, um 1900                                                                | D-5-64-000-4             | weitere Bilder |
| Adam-Klein-Straße 35, 37 (Standort)                                             | Städtisches Mietswohnhaus                                                                   | Doppelhaus, im rechten Winkel zueinander gestellte, drei- bzw. viergeschossige Putzbauten mit Walmdächern und Gesimsgliederung, östlicher Bau mit dreiseitigem Fassadenerker und Eckpfeiler mit Baumeisterzeichen, westlicher Bau mit Stufengiebel und Dreiecksgauben, expressionistisch, von Ludwig Wagner, bezeichnet „1924“.        | D-5-64-000-4465 Wikidata | weitere Bilder |
| Adam-Klein-Straße 37a; Denisstraße 26, 28, 30; Preißlerstraße 20, 22 (Standort) | Städtische Mietshausgruppe                                                                  | Über L-förmiger Grundlinie errichtete, dreiteilige Baugruppe aus drei- bzw. viergeschossigen Sattel- bzw. Walmdachbauten mit Putzgliederung und Satteldachgauben, expressionistisch, Planung von Ludwig Wagner, 1924 | D-5-64-000-4556 Wikidata | weitere Bilder |
| Adam-Klein-Straße 42, Paumgartnerstraße 15 (Standort)                           | Mietshaus                                                                                   | Viergeschossiger Mansarddachbau mit Schopf und Sandsteinstraßenfassaden, mit Zwerchgiebel und Eckdacherkern mit Spitzhelm und zwei zweigeschossigen Flacherkern mit Balkonbrüstung, Neurenaissancestil mit gotisierenden Formen, bezeichnet „1898“                                                                                     | D-5-64-000-1508 Wikidata | weitere Bilder |
| Paumgartnerstraße 15 (Standort)                                                 | Einfriedung und Eisengittertor                                                              | gleichzeitig | D-5-64-000-1508 Wikidata | BW             |
| Adam-Klein-Straße 47 (Standort)                                                 | Mietshaus                                                                                   | Dreigeschossiger Mansarddachbau in Ecklage mit Sandsteinstraßenfassaden und Zwerchhäusern mit Dreiecksgiebeln, mit eingeschossigem Chörlein und dreigeschossigem Eckererker mit Haube und Laterne, Mansardengeschoss mit Fachwerk, im Neu-Nürnberger-Stil, 1895/96                                                                     | D-5-64-000-6 Wikidata    | weitere Bilder |
| Austraße 58 (Standort)                                                          | Wohnhaus mit Gasthaus                                                                       | Zweigeschossiger Traufseitbau mit Satteldach und Zwerchhaus, errichtet 1874, westlich dreigeschossiger Anbau mit Pultdach, 1902 | D-5-64-000-3938 Wikidata | weitere Bilder |
| Austraße 58 (Standort)                                                          | Wohnhaus                                                                                    | Rückwärtig, eingeschossiger Ziegelsteinbau mit Mansarddach und Satteldachgauben, 1890 | D-5-64-000-3938 Wikidata | weitere Bilder |
| Bärenschanzstraße 40 (Standort)                                                 | Alter israelitischer Friedhof                                                               | Angelegt 1864; mit Grabsteinen | D-5-64-000-137 Wikidata  | weitere Bilder |
| Bärenschanzstraße 40 (Standort)                                                 | Friedhofsmauer                                                                              | aus Sandstein, gleichzeitig | D-5-64-000-137 Wikidata  | weitere Bilder |
| Bärenschanzstraße 68 (Standort)                                                 | Untersuchungshaftanstalt                                                                    | Dreigeschossige, dreiflügelige Anlage mit Walmdach, Risaliten und erhöhtem, traufständigem Mittelbau mit Satteldach, Zwerchgiebel und Dachreiter, Sandsteinerdgeschoss, später schlichter Neu-Nürnberger-Stil, 1898 | D-5-64-000-138 Wikidata  | weitere Bilder |
| Denisstraße 2 (Standort)                                                        | Mietshaus in Ecklage mit ehemaliger Gaststätte                                              | 1486 entstand im Süden der Vorgängerbau des heutigen Kommandantenbaus viergeschossiger Mansarddachbau mit Sandsteinfassaden, Dachgauben und Eckzwerchgiebel, in neubarocken Formen, bezeichnet „1906“ | D-5-64-000-360 Wikidata  | weitere Bilder |
| Denisstraße 23 (Standort)                                                       | Mietshaus                                                                                   | Viergeschossiger Mansarddachbau mit Sandsteinstraßenfassade, Zwerchhaus, Dacherker mit Spitzhelmen und dreigeschossigem Flacherker, im Neu-Nürnberger-Stil mit neugotischen Formen, bezeichnet „1897“ | D-5-64-000-361 Wikidata  | weitere Bilder |
| Denisstraße 23; Denisstraße 25 (Standort)                                       | Eisengitterzaun- und -tor                                                                   | gleichzeitig | D-5-64-000-361 Wikidata  | weitere Bilder |
| Denisstraße 24 (Standort)                                                       | Mietshaus in Ecklage                                                                        | Viergeschossiger Mansarddachbau mit Sandsteinfassaden, Eckdacherker mit Spitzhelm und Dachgauben, im Neu-Nürnberger-Stil mit neugotischen Formen, um 1900 | D-5-64-000-362 Wikidata  | weitere Bilder |
| Denisstraße 24 (Standort)                                                       | Eisengittertor                                                                              | gleichzeitig | D-5-64-000-362 Wikidata  | weitere Bilder |
| Denisstraße 27 (Standort)                                                       | Mietshaus                                                                                   | Viergeschossiger, traufständiger Satteldachbau mit Sandsteinstraßenfassade, zwei Eckzwerchhäusern mit Kupferhauben, zweigeschossigem, zweiachsigem Sandsteinerker mit Eisenbalkonbrüstung und Toreinfahrt, im Neu-Nürnberger-Stil mit neugotischen Formen, um 1900                                                                     | D-5-64-000-363           | weitere Bilder |
| Denisstraße 33, 35, 37, 39; Preißlerstraße 26, 28 (Standort)                    | Städtische Mietshausgruppe                                                                  | über L-förmiger Grundlinie errichtete, vierteilige Baugruppe aus drei- bzw. viergeschossigen Sattel- bzw. Walmdachbauten mit Putzgliederung und Satteldachgauben, expressionistisch, Planung von Ludwig Wagner, Mitarbeit Georg Kuch, bez. 1925                                                                                        | D-5-64-000-4557 Wikidata | weitere Bilder |
| Denisstraße 33, 35, 37, 39; Preißlerstraße 26, 28 (Standort)                    | Hofdurchgänge                                                                               | 2 verputzte, stichbogige Torbögen, gleichzeitig. | D-5-64-000-4557          | weitere Bilder |
| Denisstraße 34 (Standort)                                                       | Katholische Pfarrkirche St. Antonius                                                        | Neuromanische, dreischiffige Basilika mit Querhaus und Fassadenturm mit Pyramidendach, Entwurf von Josef Schmitz, Hauptportal von Max Heilmaier, 1909/10; mit Ausstattung | D-5-64-000-5 Wikidata    | weitere Bilder |
| Denisstraße 34 (Standort)                                                       | Pfarrhaus                                                                                   | viergeschossiger Walmdachbau mit eingeschossigem Flacherker und Eisenbalkonen, westlich an Langhaus angebaut, gleichzeitig | D-5-64-000-5 Wikidata    | weitere Bilder |
| Denisstraße 34 (Standort)                                                       | Einfriedung                                                                                 | verputzte Steinmauer an Südwest- und Ostseite und Eisengittertor östlich der Kirchenfassade, gleichzeitig | D-5-64-000-5 Wikidata    | weitere Bilder |
| Denisstraße 51 (Standort)                                                       | Mietshaus                                                                                   | Viergeschossiger, traufständiger Mansarddachbau mit Sandsteinstraßenfassade, Dacherkern und Toreinfahrt, in neugotischen Formen, bezeichnet „1898“ | D-5-64-000-364 Wikidata  | weitere Bilder |
| Fürther Straße (Standort)                                                       | Ludwig-Eisenbahn-Denkmal zur Erinnerung an die erste deutsche Eisenbahn Nürnberg-Fürth 1835 | Bronzefigur des Merkur auf Granitpodest und -obelisk, flankiert von weiteren Bronzefiguren und -reliefs, im Stil des Neobarock, Entwurf von Heinrich Schwabe, Guss von Christoph Lenz, 1890; ursprünglich Am Plärrer aufgestellt, mehrfach versetzt, seit 1993 am heutigen Standort an der Fürther Straße in Höhe der Glockendonstraße | D-5-64-000-584 Wikidata  | weitere Bilder |
| Fürther Straße 64; Fürther Straße 64 a; Fürther Straße 64 b (Standort)          | Mietshausgruppe                                                                             | Einheitlich geplante Neurenaissanceanlage, viergeschossiger Walmdachbau mit Risaliten und breit gelagertem Mittelrisalit mit zweigeschossigem Erker mit Balkonbrüstung und Ziergiebel mit Ädikula und eingestellter Figur, Sichtziegelbau mit Sandsteinstraßenfassade, um 1895                                                         | D-5-64-000-556 Wikidata  | weitere Bilder |
| Fürther Straße 77 (Standort)                                                    | Schulhaus                                                                                   | Jetzt Berufsschule 2, dreigeschossiger Sandsteinquaderbau mit Walmdach, Uhrentürmchen und Mittelrisalit mit Dreiecksgiebel, Neurenaissance, bezeichnet 1882; rückwärtig angebaut Fahrradabstellraum, oktogonaler, erdgeschossiger Sandsteinbau mit flachem Zeltdach, gleichzeitig                                                      | D-5-64-000-558 Wikidata  | weitere Bilder |
| Fürther Straße 78 (Standort)                                                    | Mietshaus                                                                                   | Dreigeschossiger Mansardwalmdachbau mit Dachgauben, Sandsteinerdgeschoss und -straßenfassade, reich in italianisierender Neurenaissance, um 1880 | D-5-64-000-559 Wikidata  | weitere Bilder |
| Fürther Straße 80 a (Standort)                                                  | Mietshaus                                                                                   | Viergeschossiger Sandsteinquaderbau in Ecklage mit Zwerchgiebeln, zweigeschossigem, dreiseitigem Bodenerker und dreigeschossigem Eckchörlein mit Zwiebelhaube, reich in den Formen der Neurenaissance, bezeichnet „1894“ | D-5-64-000-560 Wikidata  | weitere Bilder |
| Fürther Straße 81 (Standort)                                                    | Mietshaus                                                                                   | Viergeschossiger Sandsteinquaderbau in Ecklage mit Satteldach, Dacherkern, Zwerchgiebeln, Eisenbalkon und zweigeschossigem Dreiseiterker, im Neu-Nürnberger-Stil mit Neurenaissanceformen, um 1895 | D-5-64-000-561 Wikidata  | weitere Bilder |
| Fürther Straße 83 (Standort)                                                    | Mietshaus                                                                                   | Viergeschossiger Sandsteinquaderbau mit Mansarddach, Zwerchhaus mit Ziergiebel, Dacherkern mit Spitzhelmen und zweigeschossigem, zweiachsigem Erker mit Walmdach, im Neu-Nürnberger-Stil, um 1900 | D-5-64-000-562 Wikidata  | weitere Bilder |
| Fürther Straße 83 a (Standort)                                                  | Mietshaus                                                                                   | Viergeschossiger Mansarddachbau mit Zwerchhaus mit Ziergiebel, Dacherkern mit Spitzhelmen und Dachgauben, Sichtziegelbau mit Sandsteinstraßenfassade, im Neu-Nürnberger-Stil, um 1900 | D-5-64-000-563 Wikidata  | weitere Bilder |
| Fürther Straße 83 b (Standort)                                                  | Mietshaus                                                                                   | Viergeschossiger Mansardwalmdachbau mit Zwerchhaus, dreigeschossigem Flacherker und viergeschossigem, polygonalem Eckerker mit Helm, Mansardengeschoss mit Fachwerk, Sichtziegelbau mit Sandsteinstraßenfassade, reich in den Formen der gotisierenden Neurenaissance, bezeichnet „1899“                                               | D-5-64-000-564 Wikidata  | weitere Bilder |
| Fürther Straße 85 (Standort)                                                    | Mietshaus                                                                                   | Viergeschossiger Mansarddachbau mit Sandsteinstraßenfassade, Zwerchhaus mit Rundgiebel und Voluten, Dacherkern mit Spitzhelmen und dreigeschossigem, zweiachsigem Erker mit Walmdach, sehr reich in Neu-Nürnberger-Stil, um 1895/1900                                                                                                  | D-5-64-000-565 Wikidata  | weitere Bilder |
| Fürther Straße 85a (Standort)                                                   | Mietshaus                                                                                   | Fünfgeschossiger Walmdachbau in Ecklage mit Sandsteinstraßenfassade, Zwerchgiebeln, zweigeschossigem Flacherker und viergeschossigem Eckerker, im Stil der Neurenaissance, 1897 | D-5-64-000-566 Wikidata  | weitere Bilder |
| Fürther Straße 87 (Standort)                                                    | Mietshaus                                                                                   | Viergeschossiger Mansardwalmdachbau in Ecklage mit Sandsteinstraßenfassaden, Zwerchhäusern mit Attika und Ziergiebel, dreigeschossigem Flacherker und viergeschossigem, polygonalem Eckerker, im Neu-Nürnberger-Stil mit reichen Neurenaissanceformen, bezeichnet „1897“                                                               | D-5-64-000-567 Wikidata  | weitere Bilder |
| Fürther Straße 88 (Standort)                                                    | Mietshaus                                                                                   | Dreigeschossiger, traufständiger Sandsteinquaderbau mit Mansarddach, reich im Stil der italianisierenden Neurenaissance, um 1890 | D-5-64-000-568 Wikidata  | weitere Bilder |
| Fürther Straße 89 (Standort)                                                    | Mietshaus                                                                                   | Viergeschossiger Sandsteinquaderbau mit Mansarddach, Zwerchgiebel, Dacherker und Gauben, mit zwei zweigeschossigen Dreiseiterkern, im Neu-Nürnberger-Stil mit gotisierenden Formen, modern bezeichnet „1898“ | D-5-64-000-569 Wikidata  | weitere Bilder |
| Fürther Straße 91 (Standort)                                                    | Mietshaus                                                                                   | Viergeschossiger Schopfwalmdachbau mit Sandsteinstraßenfassade, Zwerchgiebel, Dacherkern mit Spitzhelmen und dreigeschossigem Dreiseiterker, sehr reich im Neu-Nürnberger-Stil, bezeichnet „1904“ | D-5-64-000-570 Wikidata  | weitere Bilder |
| Fürther Straße 91 a (Standort)                                                  | Mietshaus                                                                                   | Viergeschossiger Mansarddachbau mit Schopf und Sandsteinstraßenfassade, Zwerchhaus mit Ziergiebel, Dacherkern und dreigeschossigem, einachsigem Erker mit Balkonbrüstung, vom Jugendstil beeinflusster Neubarock, bezeichnet „1905“ | D-5-64-000-571 Wikidata  | weitere Bilder |
| Fürther Straße 92 (Standort)                                                    | Mietshaus                                                                                   | Dreigeschossiger Mansardwalmdachbau mit Dachgauben, Sichtziegelbau mit Sandsteinerdgeschoss und -straßenfassade, im Stil der Neurenaissance, um 1890, zugehörig Eisengittertor, gleichzeitig | D-5-64-000-572           | weitere Bilder |
| Fürther Straße 93 (Standort)                                                    | Mietshaus                                                                                   | Fünfgeschossiger, traufständiger Satteldachbau mit Sandsteinstraßenfassade, Zwerchgiebel, Dachgauben und zwei dreigeschossigen Sandsteinerkern mit Balkonbrüstung, im Neu-Nürnberger-Stil mit gotisierenden Formen, um 1900 | D-5-64-000-573 Wikidata  | weitere Bilder |
| Fürther Straße 95 (Standort)                                                    | Mietshaus                                                                                   | Fünfgeschossiger Walmdachbau in Ecklage mit Sandsteinstraßenfassaden, Zwerchgiebeln, dreigeschossigem Flacherker und zweigeschossigem Eckerker, im Stil der Neurenaissance, bezeichnet „1896“ | D-5-64-000-574 Wikidata  | weitere Bilder |
| Fürther Straße 95 (Standort)                                                    | Einfriedung                                                                                 | Ziegelmauer und Eisengittertor, gleichzeitig | D-5-64-000-574 Wikidata  | weitere Bilder |
| Fürther Straße 97 (Standort)                                                    | Mietshaus                                                                                   | Fünfgeschossiger Walmdachbau in Ecklage mit Sandsteinstraßenfassade, Zwerchgiebeln, Dacherker mit Spitzhelm, dreigeschossigem Flacherker mit Eisenbalkonbrüstung und viergeschossigem Eckerker mit Haube, im Neu-Nürnberger-Stil mit Neurenaissanceformen, bezeichnet „1896“                                                           | D-5-64-000-575 Wikidata  | weitere Bilder |
| Fürther Straße 97 (Standort)                                                    | Einfriedung und Eisengittertor                                                              | gleichzeitig | D-5-64-000-575 Wikidata  | weitere Bilder |
| Fürther Straße 99 (Standort)                                                    | Mietshaus                                                                                   | Fünfgeschossiger, traufständiger Satteldachbau mit Sandsteinstraßenfassade, Zwerchgiebel, zwei dreigeschossigen Flacherkern und Balkonbrüstungen in Eisen und Sandstein, im Neu-Nürnberger-Stil, bezeichnet „1898“ | D-5-64-000-576 Wikidata  | weitere Bilder |
| Fürther Straße 99 (Standort)                                                    | Rückgebäude                                                                                 | Mietshaus, dreigeschossiger Mansarddachbau mit zweigeschossigem, flachgedecktem Anbau, geschlämmter Ziegelbau, gleichzeitig | D-5-64-000-576 Wikidata  | BW             |
| Fürther Straße 101 a (Standort)                                                 | Geschäftshaus                                                                               | Fünfgeschossiger Satteldachbau mit Sandsteinstraßenfassade, Dachgauben und dreigeschossigem Erker mit Ziergiebel, reicher Neubarockstil, Anfang 20. Jahrhundert | D-5-64-000-577 Wikidata  | weitere Bilder |
| Fürther Straße 103 (Standort)                                                   | Ehemaliges Wohn- und Verwaltungsgebäude, heute Bürogebäude                                  | Monumentaler fünfgeschossiger, traufständiger Satteldachbau mit Sandsteinstraßenfassade, Zwerchgiebel, Dachgauben und mit zweiachsigem, dreigeschossigem Mittelerker mit Balkonbrüstung, Spätjugendstil, um 1910 | D-5-64-000-2411 Wikidata | weitere Bilder |
| Fürther Straße 110 (Standort)                                                   | Justizpalast                                                                                | Mehrteiliger, drei- bis viergeschossiger Baukomplex mit drei Innenhöfen, Sandsteinquaderbauten mit skulpturalem Dekor und geschweiften Giebeln, Dacherkern, Schleppgauben, Dachreiter und eingestelltem, rundem Eckturm mit Zwiebelhaube                                                                                               | D-5-64-000-578 Wikidata  | weitere Bilder |
| Bärenschanzstraße 72 (Standort)                                                 | Ostflügel des Justizpalastes                                                                | 1945–49 Schauplatz der sogenannten Nürnberger Prozesse (Schwurgerichtssaal 600), dreigeschossiger Sandsteinquaderbau mit Walmdach, erhöhtem Mittelteil mit Dachreiter und rundem Eckturm mit Zwiebelhaube, über zweigeschossigem Verbindungsgang mit Tordurchfahrt mit Justizpalast verbunden                                          | D-5-64-000-578 Wikidata  | weitere Bilder |
| Fürther Straße 112 (Standort)                                                   | Staatsanwaltschaft                                                                          | dreiflügeliger, dreigeschossiger Satteldachbau mit Dacherkern und Schleppgauben, Sandsteinquaderbau, über zweigeschossigem Verbindungsgang mit Tordurchfahrt mit Justizpalast verbunden, sämtlich im Neurenaissancestil in Anlehnung an die Deutsche Renaissance um 1600, von Hugo von Höfl und Günther Blumentritt, 1909/14           | D-5-64-000-578 Wikidata  | weitere Bilder |
| Fürther Straße 110; Bärenschanzstraße 72; Fürther Straße 112 (Standort)         | Einfriedung                                                                                 | Sandsteinmauer und Eisengitterzaun, gleichzeitig | D-5-64-000-578 Wikidata  | weitere Bilder |
| Glockendonstraße 2 (Standort)                                                   | Mietshaus                                                                                   | Viergeschossiger, traufseitiger Satteldachbau mit Sandsteinstraßenfassade, Zwerchhaus mit Volutengiebel und dreigeschossigem, dreiachsigem Sandsteinerker, reich im Neu-Nürnberger-Stil mit Neurenaissance-Formen, bezeichnet „1903“                                                                                                   | D-5-64-000-624 Wikidata  | weitere Bilder |
| Glockendonstraße 6 (Standort)                                                   | Mietshaus                                                                                   | Viergeschossiger Walmdachbau mit Zwerchgiebel und zweigeschossigem Sandsteinerker, Backsteinbau mit Sandsteinstraßenfassade, im Neu-Nürnberger-Stil mit neugotischen Formen, bezeichnet „1895“ | D-5-64-000-625 Wikidata  | weitere Bilder |
| Glockendonstraße 6 (Standort)                                                   | Rückgebäude, Mietshaus                                                                      | Hakenförmiger, dreigeschossiger Backsteinbau mit Sandsteinsockel und Satteldach, gleichzeitig | D-5-64-000-625 Wikidata  | weitere Bilder |
| Glockendonstraße 6, 8 (Standort)                                                | Einfriedung                                                                                 | Eisengitterzaun und -tor, gleichzeitig | D-5-64-000-625 Wikidata  | weitere Bilder |
| Glockendonstraße 8 (Standort)                                                   | Mietshaus                                                                                   | Viergeschossiger Walmdachbau mit Zwerchgiebel und zweigeschossigem, zweiachsigem Sandsteinerker, Backsteinbau mit Sandsteinstraßenfassade, im Neu-Nürnberger-Stil mit neugotischen Formen, bezeichnet „1898“ | D-5-64-000-626 Wikidata  | weitere Bilder |
| Glockendonstraße 8 (Standort)                                                   | Rückgebäude, Mietshaus                                                                      | Hakenförmiger, dreigeschossiger Backsteinbau mit Satteldach, gleichzeitig | D-5-64-000-626 Wikidata  | BW             |
| Glockendonstraße 10 (Standort)                                                  | Mietshaus                                                                                   | Viergeschossiger Mansarddachbau mit Zwerchhaus mit Volutengiebel und Dacherkern mit Spitzhelmen, mit Sandsteinstraßenfassade und zwei dreigeschossigen, einachsigen Sandsteinerkern, im Neu-Nürnberger-Stil mit neugotischen Formen, um 1900                                                                                           | D-5-64-000-627 Wikidata  | weitere Bilder |
| Glockendonstraße 10 (Standort)                                                  | Rückgebäude, Mietshaus                                                                      | Hakenförmiger, zweigeschossiger Backsteinbau auf hohem Sockelgeschoss mit Satteldach und Dachgauben, gleichzeitig | D-5-64-000-627 Wikidata  | BW             |
| Glockendonstraße 12 (Standort)                                                  | Mietshaus                                                                                   | Viergeschossiger Walmdachbau mit zweigeschossigem, zweiachsigem Sandsteinerker, Backsteinbau mit Sandsteinstraßenfassade, im Neu-Nürnberger-Stil mit neugotischen Formen, um 1900 | D-5-64-000-628 Wikidata  | weitere Bilder |
| Glockendonstraße 12 (Standort)                                                  | Rückgebäude, Mietshaus                                                                      | Hakenförmiger, dreigeschossiger Backsteinbau mit Pultdach und eingeschossigem Anbau, gleichzeitig | D-5-64-000-628 Wikidata  | BW             |
| Glockendonstraße 12 (Standort)                                                  | Eisengittertor                                                                              | gleichzeitig | D-5-64-000-628 Wikidata  | weitere Bilder |
| Glockendonstraße 14 (Standort)                                                  | Mietshaus                                                                                   | Viergeschossiger Mansarddachbau mit Dacherkern und Eckturmaufsatz, Backsteinbau mit Sandsteinstraßenfassade und zweigeschossigem, zweiachsigem Sandsteinerker mit Eisenbalkonbrüstung, im Stil der Neurenaissance, um 1900 | D-5-64-000-629 Wikidata  | weitere Bilder |
| Glockendonstraße 14 (Standort)                                                  | Rückgebäude, Mietshaus                                                                      | Dreigeschossiger Putzbau mit Sandsteingliederung, Mansarddach und Treppenturm, gleichzeitig | D-5-64-000-629 Wikidata  | weitere Bilder |
| Glockendonstraße 15 (Standort)                                                  | Evangelisch-lutherische Pfarrkirche (Dreieinigkeitskirche)                                  | Saalkirche mit Satteldach, nördlich angeschlossenem Seitenschiff und polygonalem Chorabschluss, Westturm mit Spitzhelm, Backsteinbau mit Sandsteingliederung, im neugotischen Stil, von Emil von Mecenseffy, 1900/1903, 1950/51 wiederhergestellt; mit Ausstattung                                                                     | D-5-64-000-630 Wikidata  | weitere Bilder |
| Glockendonstraße 16 (Standort)                                                  | Mietshaus                                                                                   | Viergeschossiger Mansarddachbau mit Sandsteinstraßenfassade, Zwerchgiebel, Dacherker und zweigeschossigem, zweiachsigem Sandsteinerker mit Eisenbalkonbrüstung, mit neugotischen Formen, um 1895 | D-5-64-000-631 Wikidata  | weitere Bilder |
| Glockendonstraße 18 (Standort)                                                  | Mietshaus in Ecklage                                                                        | Viergeschossiger Mansarddachbau mit Sandsteinstraßenfassaden, Zwerchgiebel, Dacherkern, Eckturmaufsatz mit Walmdach und zweigeschossigem, zweiachsigem Sandsteinerker mit Balkonbrüstung, in neugotischen Formen, um 1895 | D-5-64-000-632 Wikidata  | weitere Bilder |
| Mannertstraße 6 (Standort)                                                      | Justizvollzugsanstalt, 1945–52 Gefängnis der sogenannten Nürnberger Prozesse                | Zellenbau über ehemaligem sternförmigem Grundriss, zweigeschossiger Sandsteinquaderbau mit Souterraingeschoss und zwei halben Geschossen, mit Walmdach, Zwerchhaus, Rundbogenfenstern, Lisenen/Bändergliederung und polygonalem Abschluss an Nordseite und zwei dreigeschossigen Zellenarmen, von Oberbaurat Alberth von Voit, 1865–68 | D-5-64-000-1262 Wikidata | weitere Bilder |
| Nähe Mannertstraße (Standort)                                                   | Justizvollzugsanstalt, Zellentrakt                                                          | Westlich anschließend Zellentrakt, dreigeschossiger Sandsteinquaderbau mit Souterraingeschoss und Satteldach, von Oberbaurat Alberth von Voit, 1865–68 | D-5-64-000-1262 Wikidata | BW             |
| Mannertstraße 36 (Standort)                                                     | Frauenanstalt                                                                               | Dreigeschossiger Backsteinbau mit Walmdach über E-förmigem Grundriss, in Neurenaissance-Stilformen, im Westflügel Anstaltskirche mit neubarocker Ausstattung | D-5-64-000-2869 Wikidata | weitere Bilder |
| Mannertstraße 36 (Standort)                                                     | Mittelbau                                                                                   | Eingeschossiges Waschhaus, sämtlich 1886–88 | D-5-64-000-2869 Wikidata | BW             |
| Nähe Maximilianstraße (Standort)                                                | Bahnbetriebsgebäude                                                                         | Dreigeschossiger Walmdachbau mit Mittelrisalit, Seitenflügeln und Eckpavillons, aus Sandsteinquadermauerwerk, 1873–75 | D-5-64-000-3736 Wikidata | BW             |
| Maximilianstraße 41; Fürther Straße (Standort)                                  | Bankfiliale und Busbahnhof                                                                  | Eingeschossiger, mit Kupfer verkleideter Betonbau über oktogonaler Grundlinie, mit mehrteiligem Tonnendach auf Betonpfeilern, postmodern, Albin Hennig, 1979–81 | D-5-64-000-4872 Wikidata | weitere Bilder |
| Maximilianstraße 41; Fürther Straße (Standort)                                  | Kiosk                                                                                       | Achtseitiger, eingeschossiger Pavillon mit Flachdach und Kupferverkleidung, gleichzeitig | D-5-64-000-4872          | weitere Bilder |
| Müllnerstraße 33 (Standort)                                                     | Mietshaus                                                                                   | Viergeschossiger Mansarddachbau mit Zwerchhaus und Dacherker mit Spitzhelmen, mit Sandsteinstraßenfassade und viergeschossigem, zweiachsigem Sandsteinerker, in neugotischen Formen, bezeichnet „1898“ | D-5-64-000-1381 Wikidata | weitere Bilder |
| Müllnerstraße 33 (Standort)                                                     | Rückgebäude, Werkstatt                                                                      | Eingeschossiger Pultdachbau, mit Aufzugsgaube, gleichzeitig | D-5-64-000-1381 Wikidata | weitere Bilder |
| Murrstraße 6 (Standort)                                                         | Mietshaus                                                                                   | Viergeschossiger, traufständiger Putzbau mit Sandsteinerdgeschoss, Mansarddach mit Dachgauben und Tordurchfahrt, mit Jugendstildekor, um 1906 | D-5-64-000-1385 Wikidata | weitere Bilder |
| Nützelstraße 9 (Standort)                                                       | Mietshaus in Ecklage                                                                        | Viergeschossiger Mansarddachbau mit Sandsteinfassaden und Dacherkern mit Spitzhelmen, in neugotischen Formen, um 1900 | D-5-64-000-1409 Wikidata | weitere Bilder |
| Paumgartnerstraße 1 (Standort)                                                  | Mietshaus                                                                                   | Viergeschossiger Mansarddachbau mit Sandsteinstraßenfassade, zwei Dacherker mit Walmdach, Dachgauben und dreigeschossigem Dreiseiterker, im Stil der Neurenaissance, bezeichnet „1897“ | D-5-64-000-1507 Wikidata | weitere Bilder |
| Paumgartnerstraße 1 (Standort)                                                  | Eisengittertor                                                                              | gleichzeitig | D-5-64-000-1507 Wikidata | weitere Bilder |
| Paumgartnerstraße 26 (Standort)                                                 | Mietshaus                                                                                   | Viergeschossiger Mansarddachbau mit Sandsteinstraßenfassade, Zwerchhaus mit Ziergiebel, Dacherker mit Spitzhelmen und zwei dreigeschossigen, zweiachsigen Sandsteinerkern, im Neu-Nürnberger-Stil mit Neugotikformen, um 1900 | D-5-64-000-1509 Wikidata | weitere Bilder |
| Preißlerstraße 6 (Standort)                                                     | Schule                                                                                      | Viergeschossiger Satteldachbau mit polygonalem Mittelturm mit Kuppel und Laterne, Dachgauben, Eckrisaliten mit Volutengiebeln und Sandsteingliederung, schlichter Neu-Nürnberger-Stil, bezeichnet „1901“ | D-5-64-000-1569 Wikidata | weitere Bilder |
| Preißlerstraße 6 (Standort)                                                     | Einfriedung                                                                                 | Eisengitterzaun und Sandsteinsäulen, gleichzeitig | D-5-64-000-1569 Wikidata | weitere Bilder |
| Sielstraße 3 (Standort)                                                         | Mietshaus                                                                                   | Viergeschossiger, traufständiger Sandsteinquaderbau mit Satteldach, im Stil der italianisierenden Neurenaissance, um 1885 | D-5-64-000-1866 Wikidata | weitere Bilder |
| Sielstraße 5 (Standort)                                                         | Mietshaus                                                                                   | Dreigeschossiger Sandsteinquaderbau mit Mansarddach und Dachgauben, im Stil der italianisierenden Neurenaissance, um 1885 | D-5-64-000-1867 Wikidata | weitere Bilder |
| Sielstraße 6 (Standort)                                                         | Mietshaus                                                                                   | Viergeschossiger, traufständiger Sandsteinquaderbau mit Satteldach, im Stil der italianisierenden Neurenaissance, um 1885 | D-5-64-000-1868 Wikidata | weitere Bilder |
| Sielstraße 15 (Standort)                                                        | Schulhaus Sielstraße, jetzt Sonderpädagogisches Förderzentrum                               | Viergeschossiger Walmdachbau mit Mittelrisalit und historisierendem Ziergiebel, Sichtziegelbau mit Sandsteinerdgeschoss, reiche Sandsteingliederung in Formen der Neurenaissance, von Georg Kuch, 1891/92 und 1897 | D-5-64-000-2499 Wikidata | weitere Bilder |
| Bärenschanzstraße 60 (Standort)                                                 | Nebengebäude                                                                                | Eingeschossiger Walmdachbau, Sichtziegelbau mit Sandsteingliederung, gleichzeitig | D-5-64-000-2499 Wikidata | weitere Bilder |
| Sielstraße 15; Bärenschanzstraße 60 (Standort)                                  | Reste der Einfriedung                                                                       | Eisengitterzaun, gleichzeitig | D-5-64-000-2499 Wikidata | weitere Bilder |
| Sielstraße 17 (Standort)                                                        | Ehemalige Kreisrealschule II, jetzt Dürer-Gymnasium Nürnberg                                | Nördlicher Altbauflügel, dreigeschossiger Putzbau mit Walmdach, Mittelrisalit und Dachreiter, im Stil des Neubarock, von Otto Schulz, 1911/12; mit Ausstattung (drei Bronzestatuetten von Albrecht Dürer, Peter Vischer d. Ä und Regiomontanus, von Daniel Burgschmiet, bezeichnet „1831/32“)                                          | D-5-64-000-2500 Wikidata | weitere Bilder |
| Sielstraße 17 (Standort)                                                        | Hofportal                                                                                   | Rustiziertes Rundbogenportal mit Segmentgiebelabschluss und flankierenden Voluten, im Stil des Neubarock, gleichzeitig, südlich gegen Sielstraße 15 | D-5-64-000-2500 Wikidata | weitere Bilder |
| Troststraße 4 (Standort)                                                        | Mietswohnhaus                                                                               | dreigeschossiger Ziegelsteinbau mit Mansardhalbwalmdach, Gauben mit Dreiecksgiebeln und Sandsteinfassade mit bossiertem Erdgeschoss, Ecklisenen und Gesimsgliederung, Neurenaissance, von Georg Strehl, 1891, Ladeneinbau von Richard Gerling, 1919                                                                                    | D-5-64-000-4707 Wikidata | weitere Bilder |
| Troststraße 10 (Standort)                                                       | Mietshaus                                                                                   | Dreigeschossiger Mansarddachbau in Ecklage, Sandsteinquaderbau, in Formen der italienischen Renaissance, um 1880/90 | D-5-64-000-1958 Wikidata | weitere Bilder |
| Veit-Stoß-Platz 2 (Standort)                                                    | Toilettenhäuschen                                                                           | Eingeschossiger Krüppelwalmdachbau mit Schleppgauben, verputzter Steinbau mit Fachwerkobergeschoss, Heimatstil, 1900 | D-5-64-000-2364 Wikidata | weitere Bilder |
| Volprechtstraße 10 (Standort)                                                   | Mietshaus                                                                                   | Dreigeschossiger Mansarddachbau mit Dachgauben und gusseisernem Ladeneinbau, Sichtziegelbau mit Sandsteinerdgeschoss und Hausteingliederung, im Neurenaissancestil, um 1890 | D-5-64-000-2046 Wikidata | weitere Bilder |
| Volprechtstraße 12 (Standort)                                                   | Mietshaus                                                                                   | Dreigeschossiger Mansarddachbau mit Dachgauben, Backsteinbau mit Sandsteinerdgeschoss und Sandsteinstraßenfassade, in neubarocken und Neurenaissanceformen, um 1890 | D-5-64-000-2047 Wikidata | weitere Bilder |
| Volprechtstraße 12 (Standort)                                                   | Rückgebäude, Mietshaus                                                                      | Zweigeschossiger Backsteinbau über hohem Sandsteinsockel mit Mansarddach und Dachgauben, gleichzeitig | D-5-64-000-2047          | BW             |
| Volprechtstraße 12 (Standort)                                                   | Eisengittertor                                                                              | Gleichzeitig | D-5-64-000-2047          | weitere Bilder |
| Volprechtstraße 16 (Standort)                                                   | Mietshaus                                                                                   | Dreigeschossiger Mansarddachbau mit Dachgauben, Sandsteinstraßenfassade und Toreinfahrt, in neubarocken und Neurenaissanceformen, um 1893/94 | D-5-64-000-2048 Wikidata | weitere Bilder |
| Volprechtstraße 16 (Standort)                                                   | Rückgebäude, Mietshaus                                                                      | Dreigeschossiger, traufständiger Backsteinbau mit Satteldach und Sandsteinerdgeschoss, gleichzeitig | D-5-64-000-2048 Wikidata | BW             |
| Volprechtstraße 18 (Standort)                                                   | Mietshaus                                                                                   | Dreigeschossiger Mansarddachbau mit Dachgauben und Dacherkern mit Spitzhelm, Backsteinbau mit Sandsteinerdgeschoss und Sandsteinstraßenfassade, in neubarocken und Neurenaissanceformen, um 1893/94 | D-5-64-000-2049 Wikidata | weitere Bilder |
| Volprechtstraße 18 (Standort)                                                   | Rückgebäude, Mietshaus                                                                      | Dreigeschossiger, traufständiger geschlämmter Ziegelbau mit Sandsteinerdgeschoss und Satteldach, gleichzeitig | D-5-64-000-2049 Wikidata | BW             |
| Volprechtstraße 18 (Standort)                                                   | Eisengittertor                                                                              | Gleichzeitig | D-5-64-000-2049 Wikidata | weitere Bilder |
| Volprechtstraße 19 (Standort)                                                   | Mietshaus                                                                                   | Dreigeschossiger Mansarddachbau mit Dachgauben, Sandsteinstraßenfassade und Toreinfahrt, im Stil der Neurenaissance, um 1890 | D-5-64-000-2050 Wikidata | weitere Bilder |
| Volprechtstraße 19 (Standort)                                                   | Rückgebäude, Mietshaus                                                                      | Dreigeschossiger, traufständiger Backsteinbau mit Satteldach, gleichzeitig | D-5-64-000-2050 Wikidata | BW             |
| Volprechtstraße 23 (Standort)                                                   | Mietshaus in Ecklage                                                                        | Viergeschossiger Walmdachbau mit Sandsteinfassaden, Zwerchgiebeln, Flacherkern und eingeschossigem Eckerker mit Balkonbrüstung, reich in neugotischen Formen, um 1900 | D-5-64-000-2051 Wikidata | weitere Bilder |

### Sankt Leonhard
| Lage                                           | Objekt | Beschreibung | Akten-Nr.                | Bild           |
| ---------------------------------------------- | --- | --- | ------------------------ | -------------- |
| Blücherstraße 62 (Standort)                    | Ehemalige Fabrikantenvilla | Dreigeschossiger Krüppelwalmdachbau mit Dacherkern, Risaliten mit Krüppel- und Schopfwalmdächern, Zwerchgiebeln und polygonalem Turm mit Spitzhelm, Putzbau mit Sandsteingliederung und Fachwerk, Heimatstil, um 1900 | D-5-64-000-229 Wikidata  | weitere Bilder |
| Geisseestraße 4 (Standort)                     | Mietshaus | Viergeschossiger, traufständiger Satteldachbau mit Sandsteinstraßenfassade und zweigeschossigem, einachsigem Erker mit Eisenbalkonbrüstung, reicher klassizisierender Neubarockdekor, um 1900 | D-5-64-000-599 Wikidata  | weitere Bilder |
| Geisseestraße 4 (Standort)                     | Rückgebäude | Werkstattgebäude, erdgeschossiger, traufständiger geschlämmter Ziegelbau mit Pultdach und Aufzugsgaube, gleichzeitig | D-5-64-000-599           | BW             |
| Geisseestraße 4 (Standort)                     | Garten-Einfriedung | Eisengitterzaun und Eisengittertor, gleichzeitig | D-5-64-000-599 Wikidata  | weitere Bilder |
| Geisseestraße 39 (Standort)                    | Ehemalige Hochspannungsstation                                                                                                   | Zweigeschossiger Klinkerbau mit flachem Pyramidendach und Eckpfeilern, Neue Sachlichkeit, von Walter Brugmann, bezeichnet „1926/27“ | D-5-64-000-600 Wikidata  | weitere Bilder |
| Georgstraße 5 (Standort)                       | Ehemaliges Schulhaus | Zweigeschossiger Sandsteinquaderbau mit Treppengiebel, 1850 | D-5-64-000-608 Wikidata  | weitere Bilder |
| Georgstraße 7 (Standort)                       | Mietshaus | Dreigeschossiger Mansarddachbau mit Dachgauben, Sichtziegelbau mit Sandsteinerdgeschoss und Sandsteingliederung, Neurenaissance, bezeichnet „1891“ | D-5-64-000-609 Wikidata  | weitere Bilder |
| Georgstraße 12 (Standort)                      | Mietshaus | Viergeschossiger, traufständiger Satteldachbau mit Dachgauben, Putzbau mit bossiertem Sandsteinerdgeschoss, Sandsteingliederung und zwei zweigeschossigen, zweiachsigen Sandsteinerkern mit Eisenbalkonbrüstungen, Spätjugendstil, um 1910 | D-5-64-000-610 Wikidata  | weitere Bilder |
| Grünstraße 5 (Standort)                        | Mietshaus | Viergeschossiger Mansarddachbau mit Sandsteinstraßenfassade, Dachgauben und Zwerchhaus mit Ziergiebel, gotisierender Jugendstil, um 1900/10 | D-5-64-000-683 Wikidata  | weitere Bilder |
| Grünstraße 5 (Standort)                        | Rückgebäude, Mietshaus | Zweigeschossiger Ziegelbau mit Mansarddach und Dachgauben, gleichzeitig | D-5-64-000-683 Wikidata  | BW             |
| Grünstraße 6 (Standort)                        | Mietshaus | Dreigeschossiger Mansarddachbau mit Sandsteinstraßenfassade und Dachgauben, Neurenaissance, bezeichnet „1891“; bildet mit gleichartigem Haus Schweinauer Straße 33 eine Anlage | D-5-64-000-684 Wikidata  | weitere Bilder |
| Grünstraße 7 (Standort)                        | Mietshaus | Dreigeschossiger Mansarddachbau mit Voluten-Zwerchgiebel und Dacherkern mit Spitzhelmen, Backsteinbau mit Sandsteinstraßenfassade, Neu-Nürnberger-Stil mit Neurenaissance-Formen, um 1890 | D-5-64-000-685 Wikidata  | weitere Bilder |
| Grünstraße 7 (Standort)                        | Rückgebäude, Mietshaus | Hakenförmiger, zwei- bis dreigeschossiger Backsteinbau mit Mansarddach, gleichzeitig | D-5-64-000-685 Wikidata  | BW             |
| Grünstraße 7 (Standort)                        | Einfriedung | Eisengittertor und Sandsteinpfeiler, gleichzeitig | D-5-64-000-685 Wikidata  | BW             |
| Heinrichstraße 3 (Standort)                    | Mietshaus | Viergeschossiger Mansarddachbau mit Zwerchhaus und Volutengiebel und zwei dreigeschossigen Erkern mit dazwischen angebrachten Eisenbalkonen, Putzbau mit Sandsteinerdgeschoss, Jugendstil, bezeichnet „1909“ | D-5-64-000-744 Wikidata  | weitere Bilder |
| Heinrichstraße 3 (Standort)                    | Rückgebäude, Mietshaus | Hakenförmiger, zwei- bis dreigeschossiger Backsteinbau mit Pultdach und eingeschossigem Werkstatt-Anbau mit offenem Vordach, gleichzeitig | D-5-64-000-744 Wikidata  | BW             |
| Heinrichstraße 4 (Standort)                    | Mietshaus | Viergeschossiger Mansarddachbau mit Dacherkern und -gauben, Putzbau mit Sandsteinerdgeschoss, Sandsteindekorfeldern und zwei zweigeschossigen, zweiachsigen Sandsteinerkern mit Eisenbalkonbrüstungen, Spätjugendstil, um 1910 | D-5-64-000-745 Wikidata  | weitere Bilder |
| Heinrichstraße 4 (Standort)                    | Einfriedung | Ziegelmauer, gleichzeitig | D-5-64-000-745 Wikidata  | weitere Bilder |
| Heinrichstraße 8 (Standort)                    | Mietshaus in Ecklage | Viergeschossiger Mansarddachbau mit Dachgauben und Eckzwerchhaus mit Dachaufsatz und Dreiecksgiebeln, Putzbau mit Sandsteinerdgeschoss und reichem Jugendstildekor, bezeichnet „1909“ | D-5-64-000-746 Wikidata  | weitere Bilder |
| Kreutzerstraße 45 (Standort)                   | Mietshaus in Ecklage | Viergeschossiger Mansarddachbau mit helmbekröntem Eckdacherker, Ziegelbau mit neugotischer Sandsteinstraßenfassade, um 1900; bildet Gruppe mit Kreutzerstraße 47 und Leopoldstraße 17 | D-5-64-000-2519 Wikidata | weitere Bilder |
| Kreutzerstraße 47 (Standort)                   | Mietshaus | Viergeschossiger Mansarddachbau in Ziegelbauweise mit neugotischer Sandsteinstraßenfassade, 1899; bildet Gruppe mit Kreutzerstraße 45 und Leopoldstraße 17 | D-5-64-000-1142 Wikidata | weitere Bilder |
| Kreutzerstraße 47 (Standort)                   | Einfriedung | Eisengittertor, gleichzeitig | D-5-64-000-1142 Wikidata | BW             |
| Kreutzerstraße 58 (Standort)                   | Mietshaus | Viergeschossiger, traufständiger Satteldachbau mit Sandsteinstraßenfassade und Zwerchgiebeln, Jugendstildekor, um 1908 | D-5-64-000-1143 Wikidata | weitere Bilder |
| Kreutzerstraße 58 (Standort)                   | Rückgebäude, Mietshaus | Ein- und zweigeschossiger, hakenförmiger geschlämmter Ziegelbau mit Pultdach, gleichzeitig | D-5-64-000-1143 Wikidata | BW             |
| Kreutzerstraße 78 (Standort)                   | Mietshaus | Viergeschossiger, traufständiger Satteldachbau mit Sandsteinstraßenfassade, Zwerchhäusern, Dacherker und zweigeschossigem, zweiachsigem Sandsteinerker mit Eisenbalkonbrüstung und Jugendstildekor in Relief und Malerei, um 1908 | D-5-64-000-1144 Wikidata | weitere Bilder |
| Leopoldstraße 5 (Standort)                     | Mietshaus | Viergeschossiger Mansarddachbau mit Zwerchgiebel und Dachgauben, Ziegelbau mit Putzfassade, Sandsteinerdgeschoss und Lisenengliederung, Spätjugendstildekor, um 1905/10 | D-5-64-000-2324 Wikidata | weitere Bilder |
| Leopoldstraße 5 (Standort)                     | Rückgebäude, Werkstattgebäude | Zweigeschossiger, geschlämmter Ziegelbau mit Pultdach, gleichzeitig | D-5-64-000-2324 Wikidata | weitere Bilder |
| Leopoldstraße 10 (Standort)                    | Mietshaus in Ecklage | Viergeschossiger Mansarddachbau mit Sandsteinstraßenfassade, Dachgauben und viergeschossigem, einachsigem Sandsteineckerker mit Spitzhelm, Neu-Nürnberger-Stil mit neugotischen Formen, um 1900 | D-5-64-000-1193 Wikidata | weitere Bilder |
| Leopoldstraße 11 (Standort)                    | Mietshaus in Ecklage | Viergeschossiger Mansarddachbau mit Sandsteinstraßenfassade und viergeschossigem, einachsigem Sandsteineckerker mit Spitzhelm, Neu-Nürnberger-Stil mit neugotischen Formen, bezeichnet „1899“ | D-5-64-000-1194 Wikidata | weitere Bilder |
| Leopoldstraße 15 (Standort)                    | Mietshaus | Viergeschossiger Mansarddachbau mit Sandsteinstraßenfassade und Dacherkern mit Spitzhelmen, Neu-Nürnberger-Stil mit neugotischen Formen, um 1900 | D-5-64-000-1195 Wikidata | weitere Bilder |
| Leopoldstraße 16 (Standort)                    | Mietshaus | Viergeschossiger Mansarddachbau mit Sandsteinstraßenfassade, Zwerchhaus mit Volutengiebel und zweigeschossigem, zweiachsigem Sandsteinerker mit Balkonbrüstung, Neu-Nürnberger-Stil mit neugotischen Formen, bezeichnet „1901“ | D-5-64-000-1196 Wikidata | weitere Bilder |
| Leopoldstraße 17 (Standort)                    | Mietshaus | Viergeschossiger Mansarddachbau, verputzter Ziegelbau mit neugotischer Sandsteinstraßenfassade, um 1900; bildet Gruppe mit Kreutzerstraße 45, 47 | D-5-64-000-1197 Wikidata | weitere Bilder |
| Leopoldstraße 21 (Standort)                    | Mietshaus in Ecklage | Viergeschossiger Mansarddachbau mit Zwerchgiebeln und Dachgauben, Putzbau mit Sandsteinerdgeschoss, Eisenbalkonen und viergeschossigem, polygonalem Eckerker mit Haube, reicher klassizisierender Jugendstil, 1908 | D-5-64-000-1198 Wikidata | weitere Bilder |
| Leopoldstraße 23, Kreutzerstraße 54 (Standort) | Mietshaus | Viergeschossiger Mansarddachbau mit Sandsteinstraßenfassade und zwei Zwerchhäusern, Spätjugendstil, um 1908/10; ähnlich Kreutzerstraße 58 | D-5-64-000-1199 Wikidata | weitere Bilder |
| Leopoldstraße 23, Kreutzerstraße 54 (Standort) | Rückgebäude, Werkstattgebäude | Zweigeschossiger, geschlämmter Ziegelbau mit Pultdach, gleichzeitig | D-5-64-000-1199 Wikidata | BW             |
| Leopoldstraße 36, 38 (Standort)                | Katholische Pfarrkirche St. Bonifatius                                                                                           | Breitgelagerter sechseckiger Kirchenbau über wabenartigem Grundriss, Ziegelsteinbau mit buntverglasten Fensterwänden im Norden und Süden, aus Ziegelstein gemauerte Figurenreliefs an Westseite, von Albert Feist; mit Ausstattung | D-5-64-000-2485 Wikidata | weitere Bilder |
| Leopoldstraße 36, 38 (Standort)                | Katholische Pfarrkirche St. Bonifatius: Sakristei                                                                                | südlich an Kirchenbau angeschlossener, erdgeschossiger Ziegelbau mit Flachdach | D-5-64-000-2485 Wikidata | BW             |
| Leopoldstraße 36, 38 (Standort)                | Katholische Pfarrkirche St. Bonifatius: Pfarrhaus                                                                                | Zweigeschossiger, kubischer Ziegelbau mit Flachdach und Eternitverschalung am Obergeschoss, südlich an Sakristei angeschlossen | D-5-64-000-2485 Wikidata | BW             |
| Leopoldstraße 36, 38 ()                        | Katholische Pfarrkirche St. Bonifatius: Einfriedung                                                                              | Ziegelmauer, bildet zusammen mit Kirche, Sakristei und Pfarrhaus einen Ehrenhof, sämtlich von Peter Leonhardt, 1962/64 | D-5-64-000-2485 Wikidata |                |
| Michael-Ende-Straße 17 (Standort)              | Ehemaliges Betriebsgebäude des Schlacht- und Viehhofes Nürnberg, jetzt Kinderkulturzentrum                                       | Der Straßenkrümmung Schweinauer bzw. Rothenburger Straße folgender, dreigeschossiger Kopfbau, Betonbau mit gefließter Fassade, durch Kreisfenster ausgezeichnet, von Theo Kief, Hochbauamt der Stadt Nürnberg, ab 1954 | D-5-64-000-2414 Wikidata | weitere Bilder |
| Orffstraße 4 (Standort)                        | Mietshaus | Viergeschossiger Mansarddachbau mit Zwerchhaus und Schweifgiebel, Putzbau mit Sandsteinerdgeschoss und dreigeschossigem, dreiseitigem Sandsteinerker mit Eisenbalkonbrüstung, geometrischer Jugendstildekor, 1910 | D-5-64-000-1465 Wikidata | weitere Bilder |
| Orffstraße 5 (Standort)                        | Mietshaus | Viergeschossiger Mansarddachbau mit Zwerchhäusern mit Dreiecksgiebeln, Putzbau mit Sandsteinerdgeschoss, Eisenbalkon und zwei zweigeschossigen, dreiseitigen Erkern mit Eisenbalkonbrüstung und reichem Jugendstildekor, 1910 | D-5-64-000-1466 Wikidata | weitere Bilder |
| Orffstraße 6 (Standort)                        | Mietshaus | Viergeschossiger Mansardwalmdachbau mit Zwerchhaus, Putzbau mit Sandsteinerdgeschoss und zweigeschossigem Chörlein, reicher Jugendstildekor und Sandsteinreliefs, bezeichnet „1905“ | D-5-64-000-1467 Wikidata | weitere Bilder |
| Orffstraße 10 (Standort)                       | Mietshaus in Ecklage | Viergeschossiger Putzbau mit Mansarddach, Zwerchgiebeln, Dachgauben, und zwei dreigeschossigem Erkern, Jugendstildekor, um 1905/10 | D-5-64-000-1468 Wikidata | weitere Bilder |
| Orffstraße 19 (Standort)                       | Mietshaus | Viergeschossiger, traufständiger Satteldachbau mit breit gelagertem Dachaufbau, Putzbau mit Sandsteinerdgeschoss, Eisenbalkon, dreigeschossigem, dreiseitigem Putzerker und dreigeschossigem, dreiseitigem Sandsteinerker, schlichter Spätjugendstil, nach Planung des Bau-Technischen Bureaus Michael Renker, 1909, 1946 wieder instand gesetzt                                                                             | D-5-64-000-2457 Wikidata | weitere Bilder |
| Orffstraße 24 (Standort)                       | Mietshaus | Viergeschossiger Mansarddachbau mit breitem Zwerchgiebel, Putzbau mit Sandsteinerdgeschoss, dreigeschossigem, zweiachsigem Erker und reichem Jugendstildekor, um 1906/08 | D-5-64-000-1469 Wikidata | BW             |
| Orffstraße 26 (Standort)                       | Rückgebäude, Mietshaus | Zweigeschossiger, geschlämmter Ziegelbau mit Pultdach, gleichzeitig | D-5-64-000-1469 Wikidata | BW             |
| Philipp-Koerber-Weg 1 (Standort)               | Ehemaliges Direktionsgebäude des Schlacht- und Viehhofs Nürnberg, jetzt Kultur- und Bürgerzentrum für den Stadtteil St. Leonhard | Zweigeschossiger Mansardwalmdachbau mit Eckrisaliten und Zwerchgiebeln und Dacherkern mit Spitzhelmen, Sichtziegelbau mit Hausteingliederung, nordwestlicher, eingeschossiger Anbau mit Dachgarten, Neurenaissance, 1890/92, moderner Anbau 1999/2001 | D-5-64-000-2469 Wikidata | weitere Bilder |
| Philipp-Koerber-Weg 1 a (Standort)             | Ehemaliges Pförtnerhaus des Schlacht- und Viehhofs Nürnberg                                                                      | Erdgeschossiger Walmdachbau mit dreiseitigem Mittelrisalit, Sichtziegelbau mit Sandsteinecklisenen, Neurenaissance, 1890/92, moderner Anbau an Rückseite 2008; vgl. Philipp-Koerber-Weg 1 und 2 | D-5-64-000-2468 Wikidata | weitere Bilder |
| Philipp-Koerber-Weg 2 (Standort)               | Ehemaliges Gasthaus- und Verwaltungsbau des Schlacht- und Viehhofs Nürnberg                                                      | Zweigeschossiger Walmdachbau mit Eckrisaliten und Volutengiebel, Zwerchhaus mit Uhr und Dacherker mit Spitzhelmen,Sichtziegelbau mit Hausteingliederung, Neurenaissance, 1890/92, moderner Anbau 1999/2000 | D-5-64-000-1749          | weitere Bilder |
| Philipp-Koerber-Weg 2 (Standort)               | Einfriedung | Zugehörig Reste der Einfriedung, Ziegelmauer, gleichzeitig | D-5-64-000-1749 Wikidata | weitere Bilder |
| Rothenburger Straße 177 (Standort)             | Mietshaus | Fünfgeschossiger, traufständiger Satteldachbau mit Putzfassade, Eisenbalkonbrüstungen, dreigeschossigem, zweiachsigem Erker mit Eisenbalkonbrüstung und Zwerchgiebel mit reichem Jugendstildekor, bezeichnet „1908“ | D-5-64-000-1703 Wikidata | weitere Bilder |
| Schwabacher Straße 42 (Standort)               | Mietshaus | Viergeschossiger Mansarddachbau mit Sandsteinstraßenfassade, Ecklisenengliederung, Dachgauben, geschweiftem Zwerchgiebel und zwei Eisenbalkonen, Neubarock, um 1895 | D-5-64-000-1805 Wikidata | weitere Bilder |
| Schwabacher Straße 44 (Standort)               | Mietshaus | Viergeschossiger Mansarddachbau, Ziegelbau mit Sandsteinstraßenfassade, Ecklisenengliederung und Eisenbalkon, Neubarock, um 1895, in der Nachkriegszeit aufgestockt | D-5-64-000-1806 Wikidata | weitere Bilder |
| Schwabacher Straße 44 (Standort)               | Einfriedung | Zugehörig, verputzte Ziegelmauer und Eisengittertor, gleichzeitig | D-5-64-000-1806 Wikidata | weitere Bilder |
| Schwabacher Straße 54 (Standort)               | Evangelisch-lutherische Pfarrkirche St. Leonhard                                                                                 | Saalbau mit Westturm mit Spitzhelm und polygonalem Ostchor mit Dachreiter, Sandsteinquaderbau, Langhaus verputzt, spätgotischer Chor Mitte 15. Jahrhundert, mit Figurennische am nordöstlichen Außenbau, bezeichnet „1448“, Verlängerung des Langhauses 1706, erneute Verlängerung und neugotischer Westturm 1887/88, nach Kriegszerstörung Wiederaufbau und Erweiterung 1958/59, Umbau des Langhauses 2001; mit Ausstattung | D-5-64-000-1808 Wikidata | weitere Bilder |
| Schwabacher Straße 52, 54, 56 (Standort)       | Friedhof St. Leonhard | Sandsteinummauerung und Grabsteine, im südwestlichen Teil liegende Grabsteine des 16./17./18. Jahrhunderts | D-5-64-000-1808 Wikidata | weitere Bilder |
| Schwabacher Straße 56 (Standort)               | Ehemalige Notkirche, jetzt Gemeindehaus                                                                                          | Erdgeschossiger Sandsteinquaderbau mit Satteldach und breit gelagerten Schleppgauben, von Otto Bartning, 1949, 1964 umgebaut | D-5-64-000-1808 Wikidata | weitere Bilder |
| Schwabacher Straße 52 (Standort)               | Leichenhaus | Erdgeschossiger Putzbau mit Satteldach und Sandsteingliederung, bezeichnet „1939“, nach Kriegszerstörung 1956/57 wiederaufgebaut | D-5-64-000-1808 Wikidata | weitere Bilder |
| Schwabacher Straße 66 (Standort)               | Mietshaus in Ecklage | Viergeschossiger Mansarddachbau mit Sandsteinstraßenfassade, Dacherkern, polygonalem Eckdacherker mit Haube und dreigeschossigem, zweiachsigem Sandsteinerker, reicher Jugendstildekor, um 1904; bauliche Einheit zusammen mit Schwabacher Straße 68 | D-5-64-000-1809 Wikidata | weitere Bilder |
| Schwabacher Straße 68 (Standort)               | Mietshaus | Viergeschossiger Mansarddachbau mit Sandsteinstraßenfassade, Zwerchhaus mit Ziergiebel und dreigeschossigem, zweiachsigem Sandsteinerker, reicher Jugendstildekor, bezeichnet „1904“ bauliche Einheit mit Schwabacher Straße 66 | D-5-64-000-2794 Wikidata | weitere Bilder |
| Schwabacher Straße 84 (Standort)               | Mietshaus | Viergeschossiger Mansarddachbau mit Sandsteinstraßenfassade, Zwerchgiebel, Fachwerk-Mansarde und dreigeschossigem, einachsigem Sandsteinerker, jugendstilige Neugotik, um 1900 | D-5-64-000-1810 Wikidata | weitere Bilder |
| Schwabacher Straße 86 (Standort)               | Mietshaus in Ecklage | Viergeschossiger Mansarddachbau mit Sandsteinstraßenfassade, Zwerchgiebeln, Fachwerk-Mansarde und dreigeschossigem, einachsigem Sandsteineckerker, jugendstilige Neugotik, um 1900 | D-5-64-000-1811 Wikidata | weitere Bilder |
| Schweinauer Straße 18, 20 (Standort)           | Ehemalige Volksschule, jetzt Grund- und Hauptschule St. Leonhard                                                                 | Schulhaus, viergeschossiger, hakenförmiger Walmdachbau auf hohem Sandsteinsockel mit Dachreitern, Eckzwerchgiebeln mit Krüppelwalmdach, Mittelrisalit mit Neurenaissance-Zwerchgiebel und reich gestaltetem Portal, Putzbau mit Ziegelstein- und Sandsteingliederung und polychromem Jugendstildekor, bezeichnet „1904“ | D-5-64-000-1835 Wikidata | weitere Bilder |
| Schweinauer Straße 18 (Standort)               | Turnhalle | Zugehörig, zweigeschossiger Krüppelwalmdachbau mit Dachreiter, Putzbau mit Ziegel- und Sandsteingliederung und Sandsteinziergiebeln mit polychromem Jugendstildekor, gleichzeitig | D-5-64-000-1835 Wikidata | weitere Bilder |
| Schweinauer Straße 30 (Standort)               | Mietshaus | Viergeschossiger, traufständiger Putzbau mit Satteldach, Zwerchgiebel und dreigeschossigem, breit gelagertem Mittelerker mit Eisenbalkonbrüstung, Flachreliefs und reichem Jugendstildekor, um 1906/08 | D-5-64-000-1836 Wikidata | weitere Bilder |
| Schweinauer Straße 31 (Standort)               | Mietshaus | Dreigeschossiger Mansarddachbau mit Sandsteinstraßenfassade, Dacherkern mit Spitzhelmen und Sandstein-Zwerchhaus mit Volutengiebel, im Neurenaissance-Stil, um 1890 | D-5-64-000-1837 Wikidata | weitere Bilder |
| Schweinauer Straße 33 (Standort)               | Mietshaus in Ecklage | Dreigeschossiger Mansarddachbau mit Sandsteinstraßenfassaden, Dacherkern mit Spitzhelmen und Sandstein-Zwerchhäuser mit Volutengiebeln, im Neurenaissance-Stil, bezeichnet „1891“ | D-5-64-000-1838 Wikidata | weitere Bilder |
| Schweinauer Straße 38 (Standort)               | Mietshaus | Viergeschossiger, hakenförmiger Mansardwalmdachbau, Backsteinbau mit Sandsteinstraßenfassade, Zwerchhaus mit klassizisierendem Dreiecksgiebel und Dachgauben, Neu-Nürnberger-Stil mit neugotischen Formen, um 1900 | D-5-64-000-1839 Wikidata | weitere Bilder |
| Schweinauer Straße 38a (Standort)              | Mietshaus | Viergeschossiger Mansarddachbau mit Schopf, Backsteinbau mit Sandsteinstraßenfassade, Dachgauben und Zwerchhaus mit klassizisierendem Dreiecksgiebel, Neu-Nürnberger-Stil mit neugotischen Formen, bezeichnet „1900“ | D-5-64-000-1840 Wikidata | weitere Bilder |
| Schweinauer Straße 40 (Standort)               | Mietshaus | Viergeschossiger Mansarddachbau mit Sandsteinstraßenfassade, Dachgauben und reich profiliertem Zwerchgiebel, Neu-Nürnberger-Stil mit neugotischen Formen bezeichnet „1900“ | D-5-64-000-1841 Wikidata | weitere Bilder |
| Schweinauer Straße 42 (Standort)               | Mietshaus | Viergeschossiger Mansarddachbau mit Sandsteinstraßenfassade und breit gelagertem Zwerchhaus mit Ziergiebel, Neu-Nürnberger-Stil mit neugotischen Formen, bezeichnet „1899“ | D-5-64-000-1842 Wikidata | weitere Bilder |
| Schweinauer Straße 42 (Standort)               | Rückgebäude, Mietshaus | Dreigeschossiger, hakenförmiger geschlämmter Ziegelbau mit Mansarddach und Dachgauben, gleichzeitig | D-5-64-000-1842 Wikidata | BW             |
| Schweinauer Straße 44 (Standort)               | Mietshaus in Ecklage | Viergeschossiger Mansarddachbau mit Sandsteinstraßenfassade, Dachgauben und Eckdacherker mit Spitzhelm, Neu-Nürnberger-Stil mit neugotischen Formen, um 1900 | D-5-64-000-1843 Wikidata | weitere Bilder |
| Schweinauer Straße 48 (Standort)               | Mietshaus | Viergeschossiger, hakenförmiger Mansarddachbau mit Sandsteinstraßenfassade und Dacherkern mit Spitzhelmen, Neu-Nürnberger-Stil mit neugotischen Formen, um 1900 | D-5-64-000-1844 Wikidata | weitere Bilder |
| Schweinauer Straße 48 (Standort)               | Einfriedung | Zugehörig, verputzte Ziegelmauer und Eisengittertor, gleichzeitig | D-5-64-000-1844 Wikidata | BW             |
| Schweinauer Straße 54 (Standort)               | Mietshaus in Ecklage | Viergeschossiger Satteldachbau mit Sandsteinstraßenfassade, Zwerchhaus mit Krüppelwalmdach, Zwerchhaus mit Ziergiebel, zwei dreigeschossigen Sandsteinerkern und viergeschossigem, polygonalem Eckerker mit Haube, klassizisierender Spätjugendstildekor, um 1910 | D-5-64-000-1845 Wikidata | weitere Bilder |
| Schweinauer Straße 56 (Standort)               | Mietshaus | Viergeschossiger, traufständiger Satteldachbau mit Zwerchhaus, Putzbau mit Sandsteinerdgeschoss, Sandsteingliederung und Sandsteindoppelerker, klassizisierender Spätjugendstildekor, um 1910 | D-5-64-000-1846 Wikidata | weitere Bilder |
| Schweinauer Straße 56 (Standort)               | Rückgebäude | Mietshaus, dreigeschossiger, traufständiger Ziegelbau mit Satteldach, gleichzeitig | D-5-64-000-1846          | BW             |
| Schweinauer Straße 56 (Standort)               | Werkstattgebäude | Erdgeschossiger Putzbau mit Flachsatteldach, gleichzeitig | D-5-64-000-1846          | BW             |
| Schweinauer Straße 58 (Standort)               | Mietshaus | Viergeschossiger, traufständiger Satteldachbau mit Sandsteinstraßenfassade, Dacherker, Zwerchhaus mit Dreiecksgiebel und dreigeschossigem, dreiseitigem Sandsteinerker mit Eisenbalkonbrüstung, reicher Jugendstildekor, um 1906/08 | D-5-64-000-1847 Wikidata | weitere Bilder |
| Schweinauer Straße 61 (Standort)               | Mietshaus | Viergeschossiger Mansarddachbau mit Dachgauben, Putzbau mit Sandsteinerdgeschoss und reichem Jugendstildekor, um 1906/08 | D-5-64-000-1848 Wikidata | weitere Bilder |
| Schweinauer Straße 61 (Standort)               | Rückgebäude | Mietshaus, dreigeschossiger verputzter Backsteinbau mit Pultdach, gleichzeitig | D-5-64-000-1848          | BW             |
| Schweinauer Straße 64 (Standort)               | Mietshaus | Viergeschossiger, hakenförmiger Satteldachbau mit Sandsteinfassaden, Zwerchgiebel, zweigeschossigem, zweiachsigem Sandsteinerker und dreigeschossigem, Rundeckerker mit Haube, im Neurenaissance-Stil, bezeichnet „1899“ | D-5-64-000-1849 Wikidata | weitere Bilder |
| Zollerstraße 3 (Standort)                      | Mietshaus | Fünfgeschossiger, traufständiger Satteldachbau mit Putzfassade, Zwerchgiebel und viergeschossigem Erker mit Ziergiebel, teilweise farblich gefasster Jugendstildekor, von Hans Enser, 1908 | D-5-64-000-2222 Wikidata | weitere Bilder |

### Sündersbühl
| Lage                                                                                 | Objekt                                                               | Beschreibung | Akten-Nr.                | Bild           |
| ------------------------------------------------------------------------------------ | -------------------------------------------------------------------- | --- | ------------------------ | -------------- |
| Holzschuherstraße 3 (Standort)                                                       | Fabrikantenvilla                                                     | Zweigeschossiger Mansardwalmdachbau mit rustiziertem Sandsteinerdgeschoss, Sandsteingliederung, Dachgauben mit Spitzhelmen und Eckrisalit mit Volutengiebel, reiche Neurenaissance, bezeichnet „1887“ | D-5-64-000-824 Wikidata  | weitere Bilder |
| Holzschuherstraße 9 (Standort)                                                       | Ehemaliges Direktionsgebäude der Blechwarenfabrik Ernst Meck         | Zweigeschossiger Putzbau mit Walmdach, Zwerchgiebeln, Dachgauben und reichem Jugendstildekor, um 1903 | D-5-64-000-825 Wikidata  | weitere Bilder |
| Holzschuherstraße 9 (Standort)                                                       | Einfriedung                                                          | Eisentor und verputzte Steinpfeiler, Jugendstil, bezeichnet „1903“ und „1992“ | D-5-64-000-825           | BW             |
| Ossietzkystraße 2 (Standort)                                                         | Carl-von-Ossietzky-Schule, Grund- und Hauptschule                    | Schulgebäudekomplex im Pavillonsystem, U-förmig um zentralen Hof gruppierte, durch flachgedeckte Gänge miteinander verbundene Baukörper mit Verkleidung aus Blendziegelmauerwerk, von Hans Bernhard Reichow, 1965–68 Zentraler Flügel mit Fach- und Verwaltungsräumen, langgestreckter, zweigeschossiger Pultdachbau; im Süden drei dreigeschossige Klassenraumtrakte mit gegenläufigen Pultdächern | D-5-64-000-2513 Wikidata | weitere Bilder |
| Ossietzkystraße 2. im Süden (Standort)                                               | Carl-von-Ossietzky-Schule, Grund- und Hauptschule: Klassenraumtrakte | Drei dreigeschossige Klassenraumtrakte mit gegenläufigen Pultdächern | D-5-64-000-2513 Wikidata | weitere Bilder |
| Ossietzkystraße 2, im Südwesten (Standort)                                           | Carl-von-Ossietzky-Schule, Grund- und Hauptschule: Musiksaal         | auf sechseckigem Grundriss mit Satteldach | D-5-64-000-2513 Wikidata | BW             |
| Ossietzkystraße 2 (Standort)                                                         | Carl-von-Ossietzky-Schule, Grund- und Hauptschule: Westflügel        | Mit Klassenräumen, eingeschossiger Pultdachbau mit schräg gestaffelten Fassaden | D-5-64-000-2513          | weitere Bilder |
| Ossietzkystraße 2, im Osten (Standort)                                               | Carl-von-Ossietzky-Schule, Grund- und Hauptschule: Turnhallen        | Zwei zweigeschossige Pultdachbauten mit eingeschossigen Anbauten | D-5-64-000-2513 Wikidata | weitere Bilder |
| Rothenburger Straße 106 (Standort)                                                   | Mietshaus                                                            | Viergeschossiger Mansarddachbau mit Zwerchhaus, Dacherkern mit Spitzhelmen und Backsteintreppengiebel, Backsteinbau mit Sandsteinstraßenfassade, drei dreigeschossigen, zweiachsigen Sandsteinerkern und viergeschossigem, polygonalem Sandsteineckerker mit Spitzhelm, im Neu-Nürnberger-Stil mit neugotischen und Neurenaissance-Formen, um 1895                                                  | D-5-64-000-2342 Wikidata | weitere Bilder |
| Rothenburger Straße 160; Rothenburger Straße 162; Rothenburger Straße 164 (Standort) | Gedenktafel für Johann Georg Hoffmann                                | In Erinnerung an den abgegangenen Herrensitz Burgfriedschlösschen (1943/45 zerstört), Sandstein, nach 1773; im Hof an Garagenrückwand angebracht | D-5-64-000-1702 Wikidata | weitere Bilder |
| Wolgemutstraße 5 (Standort)                                                          | Mietshaus                                                            | Viergeschossiger Putzbau auf hohem Sandsteinsockelgeschoss mit Mansarddach, Dachgauben, zwei Fensterchörlein und Toreinfahrt, reduzierter Jugendstil, um 1910/15 | D-5-64-000-2194 Wikidata | weitere Bilder |
| Wolgemutstraße 7 (Standort)                                                          | Mietshaus                                                            | Viergeschossiger Putzbau auf Sandsteinsockelgeschoss mit Mansarddach, Zwerchhaus, Sandsteingliederung, dreigeschossigem Runderker und Toreinfahrt, reduzierter Jugendstil, um 1910/15 | D-5-64-000-2788 Wikidata | weitere Bilder |
| Wolgemutstraße 7 (Standort)                                                          | Rückgebäude                                                          | Mietshaus, dreigeschossiger Ziegelbau mit Mansarddach und Fachwerk-Zwerchhaus, gleichzeitig | D-5-64-000-2788 Wikidata | BW             |

## Ehemalige Baudenkmäler
In diesem Abschnitt sind Objekte aufgeführt, die früher einmal in der Denkmalliste eingetragen waren, jetzt aber nicht mehr. Objekte, die in anderem Zusammenhang also z. B. als Teil eines Baudenkmals weiter eingetragen sind, sollen hier nicht aufgeführt werden. Aktennummern in diesem Abschnitt sind ehemalige, jetzt nicht mehr gültige Aktennummern.

| Lage                    | Objekt                            | Beschreibung | Akten-Nr.       | Bild           |
| ----------------------- | --------------------------------- | --- | --------------- | -------------- |
| Pillenreuther Straße 35 | Rückgebäude                       | Mietshaus, zweigeschossiger Putzbau mit Pultdach, gleichzeitig | D-5-64-000-1537 | BW             |
| Veilhofstraße 28        | Landeskirchliches Archiv Nürnberg | Dreiflügeliges Gebäude mit Beständehaus (Klinkerbau mit Glasbausteinfassade) als Nordflügel, verputztem Verwaltungsflügel mit vorgehängten Balkonen als Südflügel und verglastem Eingangs- und Verbindungsbau im Westen, zwei- bis dreigeschossige Bauten mit flachen Pultdächern, 1955 nach Plänen von Wilhelm Schlegtendal errichtet Im Eingang Eisenplastik mit vergoldetem Kupfer von H. Krieg | D-5-64-000-2422 | weitere Bilder |
| Wodanstraße 9           | Rückgebäude                       | Mietshaus, zweigeschossiger, geschlämmter Ziegelbau mit Pultdach, gleichzeitig | D-5-64-000-2179 | BW             |
| Humboldtstraße 86       | Rückgebäude                       | Mietshaus, viergeschossiger, hakenförmiger geschlämmter Ziegelbau mit Mansarddach, gleichzeitig, teilweise erneuert | D-5-64-000-834  | BW             |